# San Bartolomé
San Bartolomé település Spanyolországban, Las Palmas tartományban. San Bartolomé Tinajo, Tías, Teguise és Arrecife községekkel határos. Lakosainak száma 19 443 fő (2024).

## Népesség
A település népessége az elmúlt években az alábbi módon változott:
| Lakosok száma | 14 835 | 16 884 | 18 050 | 18 517 | 18 487 | 18 689 | 18 249 | 18 816 | 18 989 | 19 443 |
|               | 2001   | 2004   | 2007   | 2009   | 2012   | 2014   | 2017   | 2019   | 2022   | 2024   |